# 1622 Шакорнак
1622 Шакорна́к (1622 Chacornac) — астероїд головного поясу, відкритий 15 березня 1952 року.
Тіссеранів параметр щодо Юпітера — 3,614.